# Ashvini Madan
Ashvini Madan Jadhav (15 juni 2004) is een Indiaas atlete. Ze is gespecialiseerd in de marathon en werd over die afstand nationaal kampioene in 2024. Dat deed ze door de marathon van New Dehli te winnen; hierdoor kon ze zich ook plaatsen voor de Olympische Spelen, maar ze liep niet onder de vereiste limiet.

## Kampioenschappen
| Afstand  | Titel             | Jaar |
| -------- | ----------------- | ---- |
| marathon | Indiaas kampioene | 2024 |

## Persoonlijke records
| Afstand  | Tijd    | Datum            | Plaats    |
| -------- | ------- | ---------------- | --------- |
| marathon | 2:52.21 | 25 februari 2024 | New Dehli |

## Palmares

### Marathon
- 2022:  Indira marathon - 3:01.23 (parcours niet opgemeten)
- 2022:  marathon van Vasai Virar - 3:00.54
- 2023: 4e Bangabandhu Sheikh Mujib Dhaka Marathon - 2:53.12
- 2024: 8e Aziatisch Kampioenschap in Hongkong - 2:56.41 (17e algemeen)
- 2024:  Indiaas Kampioenschap/Marathon van New Dehli - 2:52.21